# Warłaam (Dienisow)
Warłaam, imię świeckie Wasilij Porfirjewicz Dienisow (ur. 22 marca?/3 kwietnia 1804 w Nowogrodzie, zm. 6 stycznia?/18 stycznia 1873 w Nowogrodzie Siewierskim) – rosyjski biskup prawosławny.

## Życiorys
Był synem prawosławnego diakona. Ukończył seminarium duchowne w Nowogrodzie, a po jego ukończeniu został w nim zatrudniony jako lektor języka francuskiego. Był uczniem duchownym i osobistym służką (cs. kielejnikiem) rektora seminarium, archimandryty Ignacego (Siemionowa), który w szczególności dbał o rozwój jego zdolności kaznodziejskich i starał się zainteresować go archeologią kościelną. Wieczyste śluby mnisze złożył 21 listopada 1826 w monasterze św. Antoniego Rzymianina w Nowogrodzie Wielkim. Przybrał imię zakonne Warłaam na cześć świętego mnicha Warłaama Chutyńskiego. 24 grudnia 1826 został wyświęcony na hierodiakona. W roku następnym został lektorem języków francuskiego i greckiego w seminarium w Nowogrodzie, zaś w 1828 objął także stanowisko inspektora i wykładowcy w szkole duchownej w tym samym mieście.
W maju 1828, gdy Ignacy (Siemionow) został biskupem ołonieckim, hierodiakon Warłaam wyjechał razem z nim do siedziby biskupów tejże eparchii w Pietrozawodsku i wszedł w skład konsystorza administratury. 1 lipca 1829 przyjął święcenia kapłańskie, zaś we wrześniu rozpoczął pracę w charakterze inspektora i wykładowcy miejscowego seminarium duchownego. Z powodu „zawiści i złej woli”, jaką wywoływała jego przyjaźń z biskupem Ignacym w 1833 musiał wyjechać do Wiatki, gdzie został inspektorem i nauczycielem filozofii w seminarium duchownym. W marcu 1834 mianowano go przełożonym monasteru Podwyższenia Krzyża Pańskiego w Wierchoczepiecku, w lipcu został archimandrytą, zaś w 1835 wszedł w skład konsystorza eparchii wiackiej i słobodzkiej. W roku następnym Święty Synod przeniósł go na stanowisko inspektora seminarium duchownego w Astrachaniu, jednak z nieznanych powodów duchowny nigdy tam nie wyjechał.
W 1840 został rektorem seminarium duchownego w Irkucku oraz przełożonym monasteru Wniebowstąpienia Pańskiego w tym samym mieście. Zorganizował budowę nowego gmachu seminaryjnego. Trzy lata później z powodu złego stanu zdrowia (zapadł na reumatyzm i zapalenie płuc po tym, gdy wpadł do wody przechodząc przez zamarzniętą Angarę) został zwolniony z pracy w szkole. W 1844 mianowano go przełożonym monasteru św. Makarego Żółtowodzkiego (eparchia niżnonowogrodzka), a osiem lat później – monasteru św. Cyryla Biełozierskiego w Kiriłłowie. W 1853 powierzono mu także obowiązki cenzora kazań wygłaszanych w cerkwiach w tymże mieście, a w 1854 – dziekana miejscowych parafii. W 1857 Święty Synod przeniósł go do monasteru św. Jerzego w Nowogrodzie, a następnie mianował dziekanem klasztorów w tymże mieście.
17 lipca 1860 został nominowany na biskupa jekaterynburskiego, wikariusza eparchii permskiej i solikamskiej. Chirotonia biskupia odbyła się 21 sierpnia tego samego roku w soborze św. Izaaka w Petersburgu. Po dwóch latach został ordynariuszem eparchii orenburskiej i uralskiej. Już na początku urzędowania znalazł się w konflikcie z miejscowym gubernatorem A. Biezakiem, będącym w sporze również z poprzednim biskupem orenburskim Antonim i starającym się o likwidację eparchii orenburskiej. Konflikt ten został zażegnany, gdy biskup Warłaam zobowiązał się do zmniejszenia rocznych wydatków administratury z 10 tys. do 3 tys. rubli srebrem. We wszystkich parafiach eparchii polecił prowadzić kroniki, angażował się w działalność misyjną i utworzył w Orenburgu monaster Św. Ducha, którego mieszkańcy również mieli skupiać się na takiej aktywności. W 1866 założył towarzystwo opieki nad biednymi duchownymi i ich rodzinami. Prowadził ascetyczny tryb życia.
W 1866 przeniesiony na katedrę czernihowską, w 1868 otrzymał godność arcybiskupa. Uporządkował zarządzanie eparchią, które podupadło po śmierci jego poprzednika arcybiskupa Filareta, zwalczał przypadki nadużyć związanych ze spowiedzią i uporządkował miejscowe praktyki liturgiczne. W 1871 wskutek pogarszającego się od kilku lat stanu zdrowia odszedł w stan spoczynku i spędził ostatnie dwa lata życia jako mnich-zatwornik w monasterze Przemienienia Pańskiego w Nowogrodzie Siewierskim. Został pochowany w cerkwi św. Eliasza na terenie tegoż klasztoru.
Autor szeregu kazań drukowanych w wydawnictwach cerkiewnych oraz w odrębnych tomach, jak również nabożeństwa do św. Niła Sorskiego, którego otaczał szczególną czcią.
Odznaczony orderem św. Anny II (1852) i I stopnia (1865) oraz orderem św. Włodzimierza III stopnia (1859).